# Miscophus concolor
Miscophus concolor är en stekelart som beskrevs av Anders Gustav Dahlbom 1844. Miscophus concolor ingår i släktet Miscophus, och familjen Crabronidae. Enligt den finländska rödlistan är arten nära hotad i Finland. Arten är reproducerande i Sverige. Artens livsmiljö är åsmoskogar.